# Dmitri Alexandrovich
Dmitri Alexandrovich da Rússia (15 de agosto de 1901 – 7 de julho de 1980) foi um membro da Família Imperial Russa.

## Biografia
O príncipe Dmitri Alexandrovich era filho do grão-duque Alexandre Mikhailovich (1866-1933) e da sua esposa, a grã-duquesa Xenia Alexandrovna (1875-1960). Os seus pais eram primos em segundo grau, o que tornava Dmitri um bisneto do czar Nicolau I (pelo lado do pai) e também um neto do czar Alexandre III (pelo lado da mãe). Além disso era também sobrinho do czar Nicolau II, visto que a sua mãe era irmã mais nova dele.
Quando o seu tio Nicolau II abdicou do trono em Março de 1917, a sua avó juntou um grande número de parentes (incluindo Dmitri, os seus pais e irmãos) na Crimeia. Em 1918, muitos deles foram presos perto de Yalta, mas um mês depois foram libertados por tropas alemãs após a assinatura do tratado de Brest-Litovsk. Em 1919 o Príncipe e os seus familiares foram libertados por um barco bélito enviado pelo rei Jorge V do Reino Unido e foram enviados para Malta onde permaneceram por 9 meses.
Após a criação da Associação da Família Romanov em 1979, o príncipe Dmitri foi escolhido para seu primeiro presidente, servindo até à sua morte um ano mais tarde.
Encontra-se sepultado em Gunnersbury Cemetery, Acton, Grande Londres na Inglaterra.

## Casamentos e filhos
Dmitri casou-se duas vezes. Primeiro com a condessa Marina Sergeievna Golenistcheva-Koutouzova (1912-1969) no dia 25 de outubro de 1931 em Paris. O casal teve uma filha antes de se divorciar em 1947:
- Nadjda Romanova (4 de julho de 1939 – 17 de setembro de 2002). Nadjda casou-se com Anthony Allen, de quem teve três filhas (Penelope, Marina e Alexandra). Depois de se divorciar dele, casou-se com William Hall Clark.

Dmitri casou-se pela segunda vez com Margaret Sheila MacKellar Chrisholm (1898-1969) no dia 20 de outubro de 1954. Não nasceram filhos deste casamento.